# Chris Wondolowski
Christopher Elliott Wondolowski (Danville, 28 de janeiro de 1983) é um futebolista estadunidense que atua como atacante no San José Earthquakes, time que disputa a MLS.

## Carreira
Wondolowski tem uma carreira de sucesso no futebol norte americano, ganhando duas Copa MLS: 2006 e 2007, uma Supporter Shield Cup em 2012, além de diversos prêmios individuais como duas chuteiras de ouro em 2010 e 2012, time da MLS nas temporadas de 2010, 2011 e 2012 entre outros prêmios.
Pelo San José Earthquakes é desde julho de 2015 o maior artilheiro da historia do clube.

## Seleção nacional
Pela seleção dos Estados Unidos, possui um título e artilharia da Copa Ouro de 2013, além de participação na Copa do Mundo de 2014. Ele fez parte do elenco da Seleção Estadunidense de Futebol da Copa América de 2016.